# 黑托普 (阿拉巴马州)
黑托普（英文：Hytop），是美国阿拉巴马州下属的一座城市。面积约为2.27平方英里（约合5.88平方公里）。根据2010年美国人口普查，该市有人口354人，人口密度为156.02/平方英里（约合60.2/平方公里）。